# Splinter (album)
Pour les articles homonymes, voir Splinter.
Albums de The Offspring
Conspiracy of One Greatest Hits

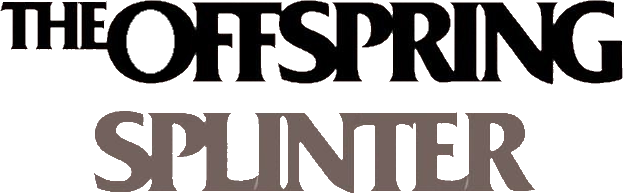
logo de l'album

Splinter est le septième album du groupe de punk rock The Offspring. Il est sorti en décembre 2003 chez Columbia Records et fut produit par Brendan O'Brien qui avait déjà travaillé avec le groupe sur l’album Conspiracy of One. Deux singles sont extraits de l'album : Hit That et (Can't Get My) Head Around You.
L’album marque une évolution musicale pour le groupe : l’aspect « pop » des deux précédents albums (Americana et Conspiracy of One) est en effet mis de côté et dans l’ensemble le son de Splinter est plus proche de ce que faisait le groupe à ses débuts.
Ce disque semble aussi être l’un des albums les plus variés que le groupe ait fait jusqu’alors puisqu'à côté de chansons énervées et rapide comme Da hui cohabitent des titres comme Hit That, aux sonorités électroniques, The Worst Hangover Ever, chanson calme aux influences reggae et When You're In Prison, qui tente de rappeler les vieilles chansons américaines des années 1940 (avec en prime les parasites sonores rappelant les vieilles radios ou vieux disques).
L’enregistrement de l’album a aussi été marqué par le départ du groupe de Ron Welty, le batteur. Josh Freese (batteur de The Vandals et de A Perfect Circle) arriva donc en urgence comme batteur remplaçant afin de terminer l’enregistrement de l’album avec le reste du groupe et ce sera Atom Willard (de Rocket From The Crypt) qui prendra place derrière les fûts pour la tournée qui suivra la sortie de l’album.

## Liste des titres
1. Neocon - 1:06
2. The Noose - 3:18
3. Long Way Home - 2:23
4. Hit That- 2:49
5. Race Against Myself - 3:32
6. (Can't Get My) Head Around You - 2:15
7. The Worst Hangover Ever - 2:58
8. Never Gonna Find Me - 2:39
9. Lightning Rod - 3:20
10. Spare Me the Details - 3:24
11. Da Hui - 1:32
12. When You're In Prison - 2:33
13. The Kids Aren't Alright (slow version) - 5:02
14. When you're in prison (acoustic version) - 2:35

## En plus
Ce disque contient une plage CD-Rom/multimédia sur laquelle figurent le clip de Da Hui, une présentation du studio dans lequel le groupe a enregistré l'album, ainsi que du merchandising et un lien vers le site Internet du combo.